# كريستوود (نيوجيرسي)
كريستوود (بالإنجليزية: Crestwood Village CDP, New Jersey)‏ هي قرية تقع بولاية نيوجيرسي في الولايات المتحدة. تبلغ مساحتها 11.288 كم2، وترتفع عن سطح البحر 34 م، بلغ عدد سكانها 7,907 نسمة في عام 2010 حسب إحصاء مكتب تعداد الولايات المتحدة وتصل الكثافة السكانية فيها 700.5 نسمة لكل كيلومتر مربع (1,814.3/ميل2).

## التركيبة السكانية
حدّد مكتب تعداد الولايات المتحدة بيانات التركيبة السكانية لكريستوود في تعداد الولايات المتحدة. في ما يلي، التركيبة السكانية حسب تعدادي 2000 و2010.

### تعداد عام 2000
بلغ عدد سكان كريستوود 8,392 نسمة بحسب تعداد عام 2000، وبلغ عدد الأسر 5,694 أسرة وعدد العائلات 2,277 عائلة مقيمة في القرية. في حين سجلت الكثافة السكانية 743.4 نسمة لكل كيلومتر مربع (1,925.4/ميل2). وبلغ عدد الوحدات السكنية 6,448 وحدة بمتوسط كثافة قدره 571.2 لكل كيلومتر مربع (1,479.4/ميل2).
وتوزع التركيب العرقي للقرية بنسبة 98.38% من البيض و0.76% من الأمريكيين الأفارقة و0.07% من الأمريكيين الأصليين و0.24% من الأمريكيين ذوي الأصول الآسيوية و0.14% من الأعراق الأخرى و0.41% من عرقين مختلطين أو أكثر و1.12% من الهسبانيون أو اللاتينيون من أي عرق.
بلغ عدد الأسر 5,694 أسرة كانت نسبة 0.3% منها لديها أطفال تحت سن الثامنة عشر تعيش معهم، وبلغت نسبة الأزواج القاطنين مع بعضهم البعض 35.5% من أصل المجموع الكلي للأسر، ونسبة 3.5% من الأسر كان لديها معيلات من الإناث دون وجود شريك،  بينما كانت نسبة 1% من الأسر لديها معيلون من الذكور دون وجود شريكة وكانت نسبة 60% من غير العائلات. تألفت نسبة 58.1% من أصل جميع الأسر من عدة أفراد يعيشون في نفس المنزل ونسبة 53% كانت تتألف من شخص يعيش بمفرده يبلغ من العمر 65 عاماً أو أكثر. وبلغ متوسط حجم الأسرة المعيشية 1.45، أما متوسط حجم العائلات فبلغ 2.08.
بلغ العمر الوسطي للسكان 75.8 عاماً. وكانت نسبة 0.4% من القاطنين تحت سن الثامنة عشر، وكانت نسبة 0.3% بين الثامنة عشر والرابعة والعشرين عاماً، ونسبة 2.1% كانت واقعةً في الفئة العمرية ما بين الخامسة والعشرين والرابعة والأربعين عاماً، ونسبة 13.3% كانت ما بين الخامسة والأربعين والرابعة والستين، ونسبة 82.6% كانت ضمن فئة الخامسة والستين عاماً فما فوق. يوجد لكل 100 أنثى 57.7 ذكر، ويوجد لكل 100 أنثى في الثامنة عشر من عمرها فما فوق 57.6 ذكر.
بلغ متوسط دخل الأسرة في القرية 22,615 دولارًا، أما متوسط دخل العائلة فبلغ 30,617 دولارًا. وكان متوسط دخل الذكور 33,875 دولارًا مقابل 26,359 دولارًا للإناث. وسجل دخل الفرد الخاص بالقرية 23,841 دولارًا. وكانت نسبة 2.2% من العائلات ونسبة 7.1% من السكان تحت خط الفقر، وكان من هؤلاء نسبة 0% تحت سن الثامنة عشر ونسبة 5.8% في الخامسة والستين من العمر وما فوق.

### تعداد عام 2010
بلغ عدد سكان كريستوود 7,907 نسمة بحسب تعداد عام 2010، وبلغ عدد الأسر 5,615 أسرة وعدد العائلات 1,958 عائلة مقيمة في القرية. في حين سجلت الكثافة السكانية 700.5 نسمة لكل كيلومتر مربع (1,814.3/ميل2). وبلغ عدد الوحدات السكنية 6,702 وحدة بمتوسط كثافة قدره 593.7 لكل كيلومتر مربع (1,537.7/ميل2).
وتوزع التركيب العرقي للقرية بنسبة 96.93% من البيض و1.47% من الأمريكيين الأفارقة و0.10% من الأمريكيين الأصليين و0.64% من الأمريكيين ذوي الأصول الآسيوية و0.01% من سكان جزر المحيط الهادئ و0.20% من الأعراق الأخرى و0.64% من عرقين مختلطين أو أكثر و2.14% من الهسبانيون أو اللاتينيون من أي عرق.
بلغ عدد الأسر 5,615 أسرة كانت نسبة 0.3% منها لديها أطفال تحت سن الثامنة عشر تعيش معهم، وبلغت نسبة الأزواج القاطنين مع بعضهم البعض 28.8% من أصل المجموع الكلي للأسر، ونسبة 5.1% من الأسر كان لديها معيلات من الإناث دون وجود شريك،  بينما كانت نسبة 0.9% من الأسر لديها معيلون من الذكور دون وجود شريكة وكانت نسبة 65.1% من غير العائلات. تألفت نسبة 61.9% من أصل جميع الأسر من عدة أفراد يعيشون في نفس المنزل ونسبة 51.9% كانت تتألف من شخص يعيش بمفرده يبلغ من العمر 65 عاماً أو أكثر. وبلغ متوسط حجم الأسرة المعيشية 1.41، أما متوسط حجم العائلات فبلغ 2.07.
بلغ العمر الوسطي للسكان 74.4 عاماً. وكانت نسبة 0.3% من القاطنين تحت سن الثامنة عشر، وكانت نسبة 0.6% بين الثامنة عشر والرابعة والعشرين عاماً، ونسبة 2% كانت واقعةً في الفئة العمرية ما بين الخامسة والعشرين والرابعة والأربعين عاماً، ونسبة 19.8% كانت ما بين الخامسة والأربعين والرابعة والستين، ونسبة 77.4% كانت ضمن فئة الخامسة والستين عاماً فما فوق. وتوزع التركيب الجنسي للسكان بنسبة 37.3% ذكور و62.7% إناث.